# Benedetto XIV Cento 2006-2007
La Benedetto XIV Cento 2006-2007, ha preso parte al campionato italiano di pallacanestro di Serie B d'Eccellenza 2006-2007, classificandosi al 7º posto nel girone A, venendo poi eliminata ai quarti di finale play-off da Pistoia.

## Verdetti stagionali
Competizioni nazionali
- Serie B d'Eccellenza:

stagione regolare: 7º posto su 16 squadre (17-13);

## Roster
| Giocatori |
| --------- |

|  | Naz.               | Ruolo | Sportivo             | Anno | Alt. | Peso |  |
|  | ------------------ | ----- | -------------------- | ---- | ---- | ---- |  |
|  | Italia (bandiera)  | P     | Mauro Quaroni        |      |      |      |  |
|  | Italia (bandiera)  | P     | Alessandro Bergamini |      |      |      |  |
|  | Italia (bandiera)  | P     | Alessandro Infanti   |      |      |      |  |
|  | Italia (bandiera)  | PG    | Claudio Cavalieri    |      |      |      |  |
|  | Albania (bandiera) | PG    | Franko Bushati       |      |      |      |  |
|  | Italia (bandiera)  | PG    | Sergio Cristofori    |      |      |      |  |
|  | Italia (bandiera)  | A     | Daniele Casadei      |      |      |      |  |
|  | Italia (bandiera)  | A     | Stefano Agostini     |      |      |      |  |
|  | Italia (bandiera)  | A     | Paolo Beghelli       |      |      |      |  |
|  | Italia (bandiera)  | C     | Augusto Binelli      |      |      |      |  |
|  | Italia (bandiera)  | C     | Filippo Politi       |      |      |      |  |

| Staff tecnico               |
| --------------------------- |
| Allenatore: Adriano Furlani |